# Clan Fraser di Lovat
Il Clan Fraser di Lovat (in gaelico scozzese Clann Frisealach; ˈkʰl̪ˠãũn̪ˠ ˈfɾʲiʃəl̪ˠəx) è un clan scozzese delle Highlands. Il Clan Fraser di Lovat è stato fortemente associato ad Inverness e alla zona circostante sin da quando il fondatore del clan ottenne le terre in quel luogo nel XIII secolo, ma Lovat in effetti è un ramo minore del Clan Fraser che aveva le basi nell'area dell'Aberdeenshire. Sia il Clan Fraser che il Clan Fraser di Lovat hanno un proprio clan chiefs indipendente riconosciuto dal Lord Lyon King of Arms in base alla legge scozzese. Il Clan Fraser di Lovat nell'Inverness-shire ha storicamente dominato la politica locale ed è stato attivo in tutti i principali conflitti che hanno coinvolto la Scozia. Ha inoltre svolto un ruolo considerevole nella maggior parte dei grandi tumulti politici. Fraser resta il nome di famiglia più importante all'interno della zona di Inverness.
L'attuale capo del clan è Simon Fraser, il XVI Lord Lovat, il XXVI Capo del Clan Fraser.